# Charles LeMaire
Charles LeMaire (ur. 22 kwietnia 1897 w Chicago; zm. 8 czerwca 1985 w Palm Springs) – amerykański kostiumograf filmowy i teatralny. Trzykrotny laureat Oscara za najlepsze kostiumy. Jego trwająca 37 lat kariera filmowa obejmowała pracę kostiumografa przy niemal 300 produkcjach.

## Życiorys
Urodził się w Chicago w 1897. Początkowo występował jako aktor w wodewilach. Od 1919 zajął się projektowaniem kostiumów do przedstawień na nowojorskim Broadwayu, m.in. popularnych musicalowych rewii Florenza Ziegfelda i Oscara Hammersteina II, takich jak Ziegfeld Follies, George White's Scandals i Earl Carroll's Vanities. Jego stroje słynęły z przepychu i ekstrawagancji. W połowie lat 20. zwrócił się w stronę filmu, projektując wciąż dla Broadwayu do końca lat 30. W czasie II wojny światowej wystawiał przedstawienia dla amerykańskich żołnierzy.
Ostatecznie porzucił Broadway dla Hollywood, by w latach 1943-1949 pracować dla wytwórni 20th Century Fox jako jej naczelny kostiumograf i szef pionu ds. kostiumów. Chociaż zebrał wokół siebie zespół utalentowanych projektantów, nie zaprzestał sam tworzyć strojów dla swoich ulubionych gwiazd filmowych. To on wykreował wizerunek ówczesnej gwiazdy Betty Grable. 
LeMaire był jedną z kluczowych postaci, która przekonała Amerykańską Akademię Filmową do utworzenia po II wojnie światowej nowej kategorii - za najlepsze kostiumy. Niedługo później sam został jej trzykrotnym laureatem. Wyróżniono go za kostiumy do filmów: Wszystko o Ewie (1950) Josepha L. Mankiewicza, Szata (1953) Henry'ego Kostera i Miłość jest wspaniała (1955) Henry'ego Kinga. Ogółem był nominowany do Oscara 16 razy.
Po zakończeniu pracy dla wytwórni Fox w 1949 otworzył swój własny biznes. Prowadził go i kontynuował pracę jako wolny strzelec w Hollywood aż do przejścia na emeryturę w 1962. Ostatnim filmem współtworzonym przez LeMaire'a był Walk on the Wild Side (1962) Edwarda Dmytryka. Na emeryturze osiadł wraz z żoną Beatrice w Santa Fe, gdzie zajął się malowaniem. Para później przeprowadziła się do Palm Springs, gdzie LeMaire zmarł na niewydolność serca w 1985 w wieku 88 lat.